# 巴祝社
巴祝社（越南语：／）是越南安江省的一个社，原属于该省知宗县。

## 歷史
在越南战争期间，该地开始引起美国人的注意。当时，《纽约时报》报道称，南越陆军军官和他们的美国顾问强迫当地平民排除越共和越南人民军埋设的地雷。
1978年，来自邻近柬埔寨的红色高棉军队在此屠杀了3157名平民，称为巴祝大屠杀。